# Mahult
Mahult är en by i Breareds socken i Halmstads kommun, Halland. Vid SCB ortsavgränsning 2020 klassades den som en småort.

## Historik
När Halmstad–Bolmens Järnväg byggdes blev Mahult en av dess stationer. Järnvägen invigdes 1889. Efter hand byggdes stationshus och ett stickspår för godshantering vid en magasinsbyggnad.
I mitten av 1900-talet fanns flera affärer, bland annat Konsum, och småföretag på orten. Det fanns en mekanisk verkstad, ett lastbilsåkeri, en etikettfabrik, en keramisk verkstad, en maskinstation, ett hönseri och en rörläggningsfirma. Vid järnvägsstationen låg hembygdsgård och ålderdomshem. Här fanns även småskola och folkskola. Stationen fungerade också som poststation. Mahult var ett stationssamhälle tills den smalspåriga järnvägen lades ner 1966.
År 1907 invigdes Sundsholms sanatorium, som ligger i Mahults närhet. Sanatoriet ombildades senare till pensionat Örnås, men träbyggnaden brann ner 1950. Herrgårdsbyggnaden, som ursprungligen byggts runt 1880 och som också tillhörde sanatoriet, finns kvar. På 1960-talet byggdes i Mahults närhet Simlångsgården, som först var en friluftsgård och som runt år 2000 omvandlades till ett HVB-hem.